# Autostrada A320 (Francja)
Autostrada A320 (fr. Autoroute A320) autostrada we Francji w północno-wschodnim departamencie Mozela (region Lotaryngia), biegnąca w ciągu trasy europejskiej E50.

## Informacje ogólne
A320 stanowi odgałęzienie autostrady A4 w kierunku północnej granicy z Niemcami zapewniając połączenie z zachodnimi Niemcami. W całości leży w ciągu trasy europejskiej E50 i jest częścią międzynarodowego szlaku autostradowego zwanego Via Carolina.
Na całej długości autostrady istnieją dwa pasy ruchu w każdą stronę. Długość autostrady wynosi ok. 14,5 km, cały ten odcinek ten jest bezpłatny.

## Przebieg trasy
A320 odgałęzia się od A4 w pobliżu miasta Freyming-Merlebach, ok. 50 km na wschód od Metz. Następnie biegnie na północny wschód, omijając od południa Forbach i przekroczeniu granicy francusko-niemieckiej A320 staje się autostradą A6.